# 양희숙 생존기
양희숙 생존기(A Naked Victim)는 한국에서 제작된 김현성 감독의 2007년 영화이다. 우승림 등이 주연으로 출연하였다.

## 출연

### 주연
- 우승림
- 김병철

## 제작진
- 프로듀서: 송형규
- 촬영부: 홍일섭
- 촬영부: 이경주
- 촬영부: 윤영원
- 조명부: 정귀호
- 조명부: 편근철
- 조명부: 이재민
- 조명부: 강철웅
- 조감독: 박상윤
- 연출부: 김혜경
- 연출부: 홍지영
- 연출부: 유성엽